# Oreoptygonotus
Oreoptygonotus is een geslacht van rechtvleugeligen uit de familie veldsprinkhanen (Acrididae). De wetenschappelijke naam van dit geslacht is voor het eerst geldig gepubliceerd in 1927 door Tarbinsky.

## Soorten
Het geslacht Oreoptygonotus omvat de volgende soorten:
- Oreoptygonotus belonocercus Liu, 1981
- Oreoptygonotus brachypterus Yin, 1984
- Oreoptygonotus chinghaiensis Zheng & Hang, 1974
- Oreoptygonotus comainensis Liu, 1981
- Oreoptygonotus nigrofasciatus Yin, 1979
- Oreoptygonotus robustus Yin, 1984
- Oreoptygonotus tibetanus Tarbinsky, 1927